# Якоб Орлеанский
Якоб Орлеанский (Яков из Орлеана) — еврейский учёный, тосафист, жил во Франции в XII веке. Убит в Лондоне 3 сентября 1189 года во время антисемитских беспорядков при коронации Ричарда I Львиное Сердце. Один из видных учеников Раббену Тама.
Проживал в Орлеане примерно до 1171 года (отсюда прозвание; ивр. ר״ת מאורליינישׂ), прежде чем вынужден был перебраться в Лондон из-за преследований евреев в Блуа в 1171 году, когда многие учителя еврейского закона погибли мучениками на виселице.

## Труды
- Комментарии к Талмуду (тосафот) Якоба приводятся в «Тосафот» раввина Иуды Сир-Леона (ум. ок. 1700) и др.
- Глоссы Якоба к Пятикнижию приводятся в «Paaneach Raza» и «Minchat Jehudah».